# Queijo Serra da Estrela

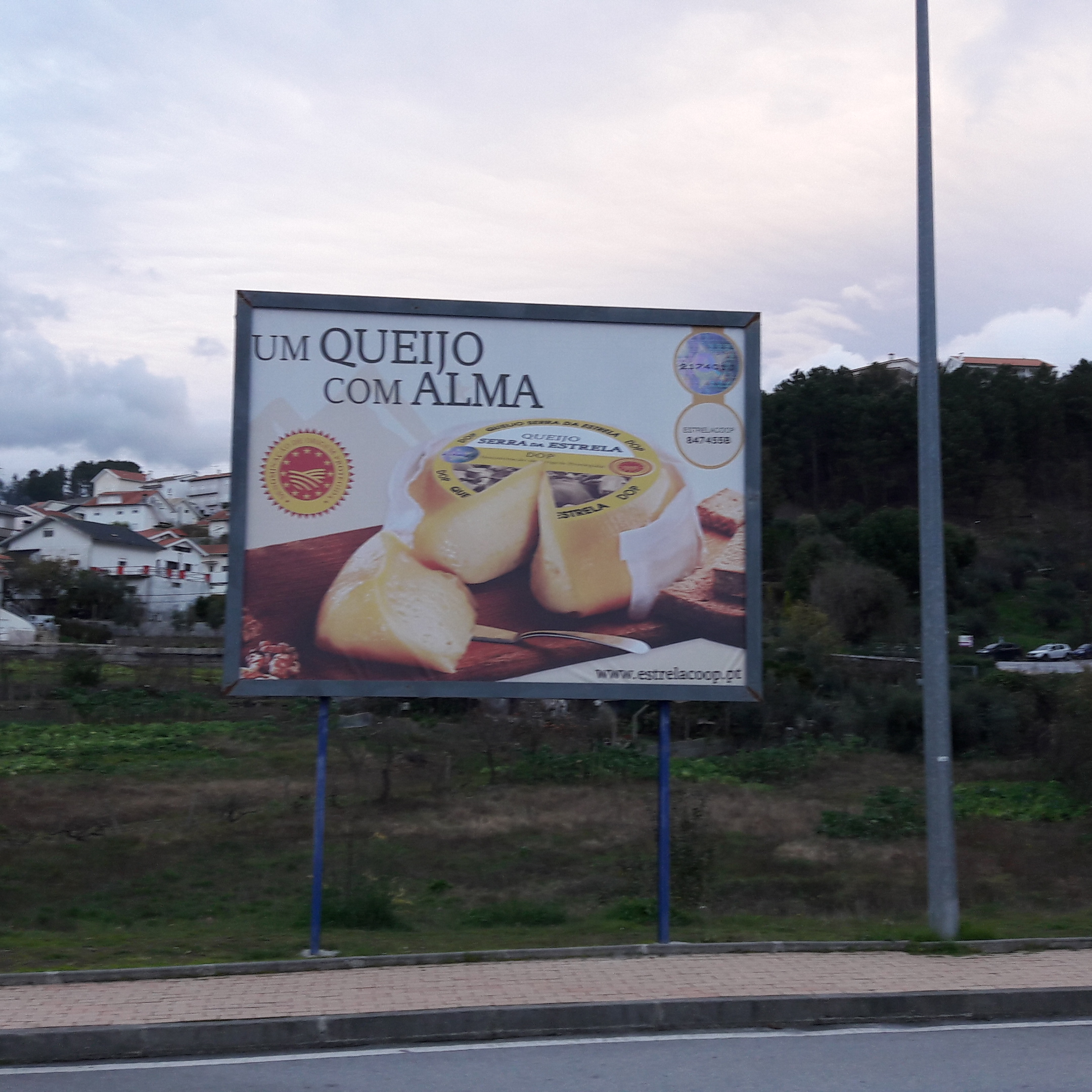
Outdoor sobre o Queijo Serra da Estrela DOP instalado em Seia

O Queijo Serra da Estrela é um queijo português feito com leite de ovelha, e com denominação de origem protegida. As mais antigas menções a este queijo remontam ao século XII, tornando-o o mais antigo dos queijos portugueses. É um dos mais afamados queijos de ovelha de todo o mundo. 
Esteve presente nas mesas reais e foi mesmo evocado por Gil Vicente no século XVI.
A Serra da Estrela serve de pasto às ovelhas das raças "Serra da Estrela" ou "Churra Mondegueira", que são consideradas como as de melhor aptidão leiteira. Para que o queijo atinja a qualidade desejada, deve ser feito sempre da mesma ordenha. 
Atualmente, o fabrico do queijo e seu ritual são feitos de forma tradicional, como há centenas de anos. Os pastores saem com o rebanho de manhã e regressam ao fim da tarde. Mulheres e filhas fazem o queijo de acordo com as técnicas que as suas antecessoras lhes legaram. 
O pastor deve escolher cuidadosamente o pasto das suas ovelhas, pois certas ervas dão mau gosto ao leite. Todos os dias, o pastor ordenha as ovelhas ao cair da noite, após o que a sua mulher prepara o leite para fazer o queijo.
Vulgarmente chamado Queijo da Serra, é um queijo curado, com pasta semimole, amanteigada de cor branca ou amarelada. É feito a partir de leite de ovelha, na região da Serra da Estrela. Em 1996, a União Europeia atribuiu-lhe uma Denominação de Origem Protegida (DOP).
Celorico da Beira, conhecida como a "Capital do Queijo da Serra da Estrela", é uma das localidades de excelência de produção do Queijo Serra da Estrela, graças às condições naturais privilegiadas do Rio Mondego.
O Queijo Serra da Estrela foi nomeado uma das 7 Maravilhas da Gastronomia de Portugal em 2011.

## Denominação de Origem Protegida

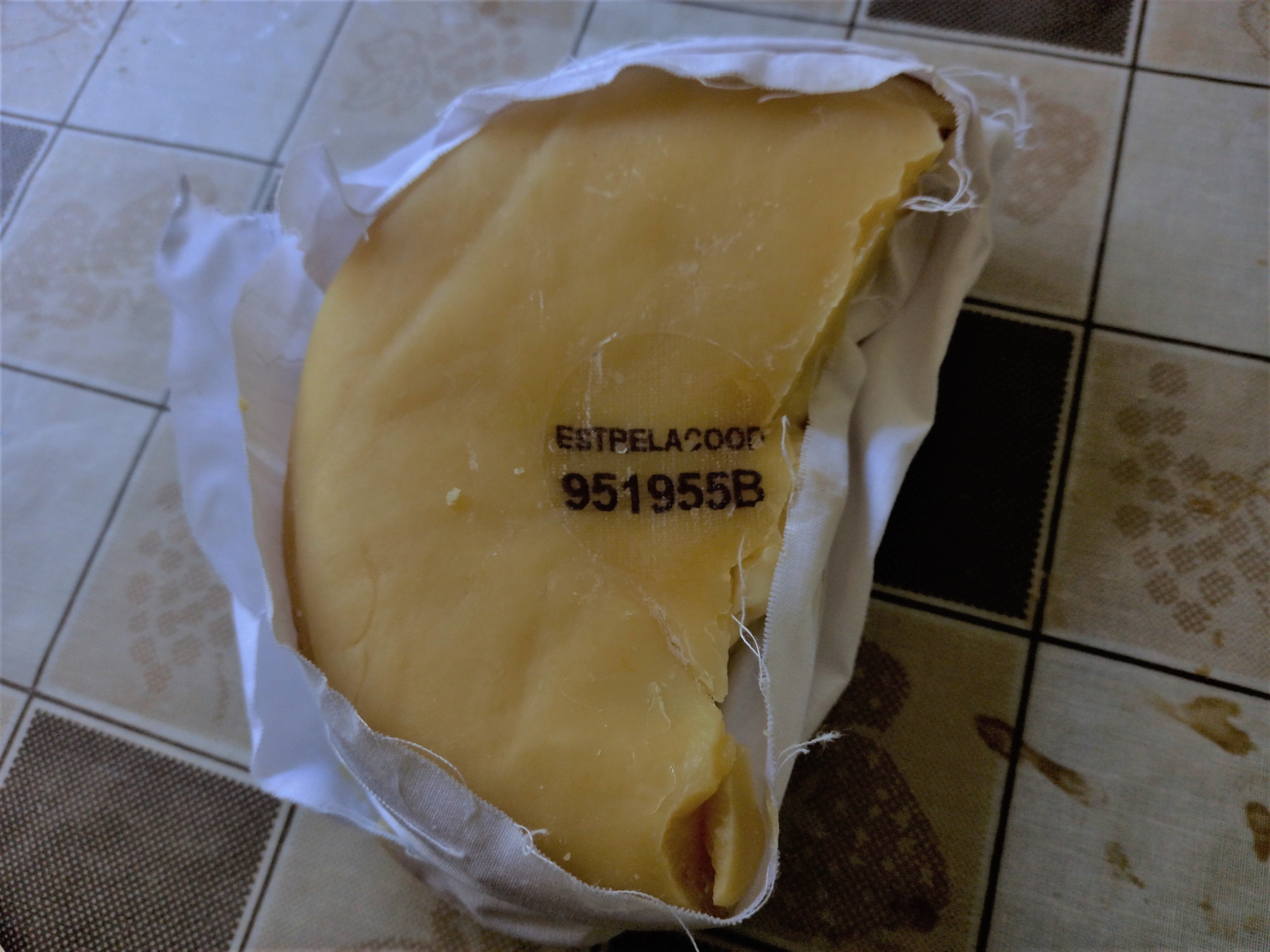
Queijo Serra da Estrela DOP - Marca de caseína

Trata-se de um produto de Denominação de Origem Protegida (DOP) para queijo de ovelha, desde 1985 em Portugal (Decreto-Regulamentar n.º 92/85) e na União Europeia desde 1996 (Regulamento CEE 1107/96). Só o queijo produzido segundo as regras definidas no Caderno de Especificações pode trazer a designação Serra da Estrela.

A entidade gestora da Denominação de Origem é a ESTRELACOOP - Cooperativa dos Produtores de Queijo Serra da Estrela, CRL, com sede em Celorico da Beira.
O Queijo Serra da Estrela deve apresentar os símbolos de identificação e distinção:
- Símbolo europeu de denominação de origem protegida (DOP), que permite mais fácil identificação e afirmação de qualidade nos mercados externos.
- Holograma da Imprensa Nacional-Casa da Moeda, com número de série.
- Marca de caseína, visível no fundo do queijo, com número de série (a ‘impressão digital’ do queijo).
- Número de licenciamento da queijaria.

## Área geográfica
A área geográfica da produção deste queijo denomina-se por "Região Demarcada de Produção de Queijo Serra da Estrela" e abrange o seguinte território composto por 18 concelhos:
| Concelho             | Freguesias               |
| -------------------- | ------------------------ |
| Carregal do Sal      | Todas                    |
| Celorico da Beira    | Todas                    |
| Fornos de Algodres   | Todas                    |
| Gouveia              | Todas                    |
| Mangualde            | Todas                    |
| Manteigas            | Todas                    |
| Nelas                | Todas                    |
| Oliveira do Hospital | Todas                    |
| Penalva do Castelo   | Todas                    |
| Seia                 | Todas                    |
| Aguiar da Beira      | Carapito                 |
| Aguiar da Beira      | Cortiçada                |
| Aguiar da Beira      | Dornelas                 |
| Aguiar da Beira      | Eirado                   |
| Aguiar da Beira      | Forninhos                |
| Aguiar da Beira      | Pena Verde e Valverde    |
| Arganil              | Anceriz                  |
| Arganil              | Barril do Alva           |
| Arganil              | Cerdeira                 |
| Arganil              | Coja                     |
| Arganil              | Pomares                  |
| Arganil              | Vila Cova do Alva        |
| Covilhã              | Aldeia de Carvalho       |
| Covilhã              | Cortes do Meio           |
| Covilhã              | Erada                    |
| Covilhã              | Paul                     |
| Covilhã              | Sarzedo                  |
| Covilhã              | Unhais da Serra          |
| Covilhã              | Verdelhos                |
| Guarda               | Aldeia Viçosa            |
| Guarda               | Corujeira                |
| Guarda               | Cavadouce                |
| Guarda               | Faia                     |
| Guarda               | Famalicão                |
| Guarda               | Fernão Joanes            |
| Guarda               | Maçainhas de Baixo       |
| Guarda               | Meios                    |
| Guarda               | Mizarela                 |
| Guarda               | Pêro Soares              |
| Guarda               | Porto da Carne           |
| Guarda               | São Vicente              |
| Guarda               | Sé                       |
| Guarda               | Seixo Amarelo            |
| Guarda               | Vale Amoreira            |
| Guarda               | Trinta                   |
| Guarda               | Vale de Estrela          |
| Guarda               | Valhelhas                |
| Guarda               | Videmonte                |
| Guarda               | Vila Cortês do Mondego   |
| Guarda               | Vila Soeiro              |
| Tábua                | Midões                   |
| Tábua                | Póvoa de Midões          |
| Tábua                | Vila Nova de Oliveirinha |
| Tábua                | Candosa                  |
| Tábua                | Covas                    |
| Tondela              | Canas de Santa Maria     |
| Tondela              | Ferreirós do Dão         |
| Tondela              | Lageosa                  |
| Tondela              | Tonda                    |
| Tondela              | Lobão da Beira           |
| Tondela              | Molelos                  |
| Tondela              | Mosteiro de Fráguas      |
| Tondela              | Nandufe                  |
| Tondela              | Parada de Gonta          |
| Tondela              | Sabugosa                 |
| Tondela              | São Miguel de Outeiro    |
| Tondela              | Tondela                  |
| Trancoso             | Aldeia Nova              |
| Trancoso             | Carnicães                |
| Trancoso             | Feital                   |
| Trancoso             | Fiães                    |
| Trancoso             | Freches                  |
| Trancoso             | Santa Maria              |
| Trancoso             | São Pedro                |
| Trancoso             | Tamanhos                 |
| Trancoso             | Torres                   |
| Trancoso             | Vila Franca das Naves    |
| Trancoso             | Vilares                  |
| Viseu                | Fragosela                |
| Viseu                | Povolide                 |
| Viseu                | São João de Lourosa      |
| Viseu                | Loureiro de Silgueiros   |

## Produção
As ovelhas pastam livres, ou seja, não são alimentadas com ração. 
Produzido no inverno, o êxito depende da temperatura das mãos das mulheres que o fabricavam nas frias casas de granito típicas da arquitetura da região.
O leite é coalhado quando entra em contacto com sal e a flor do cardo (Cynara cardunculus), nativo da região.
O soro é retirado com a prensa e salga manual do coalho.
O tempo de cura dura cerca de 60 dias a 120 dias em câmaras com temperaturas e humidades controladas.

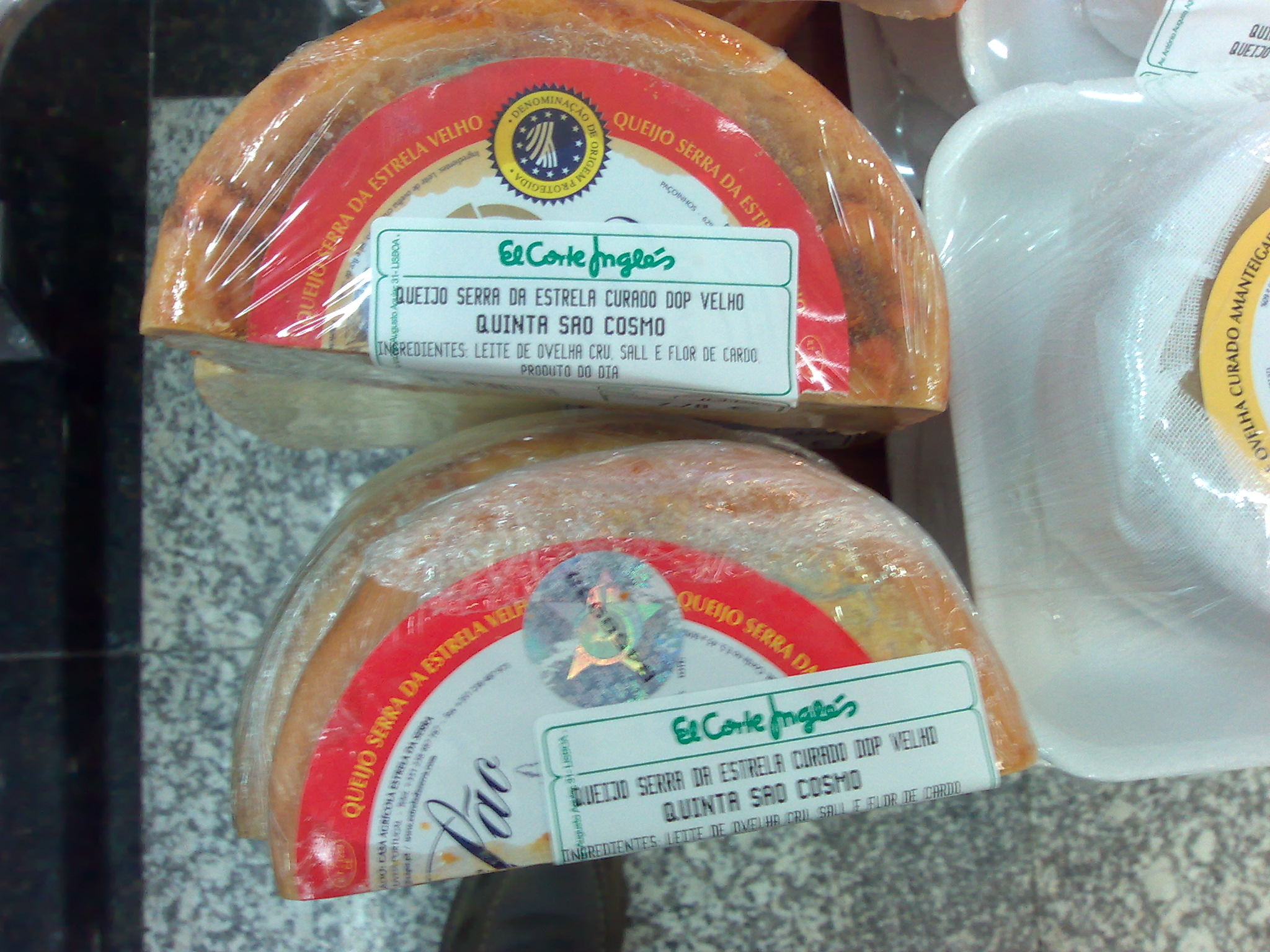
Queijo Serra da Estrela Velho DOP curado.

O peso varia entre 0,7 kg e 1,5 kg.

## Certificação
Para obter a certificação DOP, é necessário verificar as seguintes condições:
- O leite deve ser proveniente apenas de ovelhas das raças Serra da Estrela e/ou Mondegueira;
- Possuir uma queijaria com licença de laboração passada pelos Organismos Oficiais;
- Ter o rebanho saneado, confirmado pela posse de um documento que demonstra que, após análises sorológicas, os animais estão isentos de brucelose.

## Forma de servir
O Queijo Serra da Estrela DOP deve ser servido à fatia, incluindo a casca do queijo, a temperaturas inferiores a 18 graus. Por ser um queijo de pasta mole, é na casca que está todo o sabor. 
Deve ser evitado servir o Queijo com casca cortada no topo para saborear o interior à colher. Esta forma é incorreta uma vez que  promove o desperdício do queijo pois a casca deixa de ser consumida.

## Valor económico
Segundos dados de 2019, foram produzidos neste ano cerca de 129.603 kg de Queijo Serra da Estrela DOP, sendo o quarto queijo com DOP mais produzido em Portugal (cerca de 6,6% da produção nacional). O preço médio do queijo, incluindo IVA, foi de 17,13 euros por kg. 

### Produção
O sistema produtivo do Queijo Serra da Estrela DOP é composto por 134 explorações abastecedoras de leite e 38 queijarias certificadas (dados de 2020).

## Feiras do Queijo
Com a criação do Parque Natural da Serra da Estrela em 1978, considerou-se relevante criar iniciativas de divulgação do queijo Serra da Estrela junto do grande público, tais como a realização de feiras-concurso de queijo Serra da Estrela. Estes certames realizavam-se durante a época do Carnaval, altura de grandes nevões na Serra, o que contribuía para uma grande afluência de público. Em 1979 todos os concelhos do Parque possuíam um evento deste tipo, à exepção da Covilhã (mais focada no queijo de cabra).

Atualmente é possível visitar as seguintes feiras do queijo:
- Feira do Queijo de Seia;
- Feira do Queijo de Gouveia;
- Feira do Queijo de Celorico da Beira;
- Feira do Queijo Serra da Estrela de Oliveira do Hospital;
- Tábua de queijos e sabores da beira em tabua
- Feira do Queijo de Fornos de Algodres;
- Feira do Pastor e do Queijo de Penalva do Castelo.